# Simon Wincer
Simon Wincer est un réalisateur, producteur et scénariste australien né en 1943 à Sydney (Australie).

## Filmographie

### Réalisateur

#### Cinéma
- 1979 : Snapshot
- 1980 : Harlequin
- 1983 : Phar Lap (en)
- 1985 : D.A.R.Y.L.
- 1987 : La Chevauchée de feu (The Lighthorsemen)
- 1990 : Mr Quigley l'Australien (Quigley Down Under)
- 1991 : Harley Davidson et l'Homme aux santiags (Harley Davidson and the Marlboro Man)
- 1993 : Sauvez Willy (Free Willy)
- 1994 : Jack l'Éclair (Lightning Jack)
- 1995 : Opération Dumbo Drop  (Operation Dumbo Drop)
- 1996 : Le Fantôme du Bengale (The Phantom)
- 2001 : Crocodile Dundee 3 (Crocodile Dundee in Los Angeles)
- 2003 : La Légende de l'étalon noir (The Young Black Stallion)
- 2004 : NASCAR 3D: The IMAX Experience (court métrage documentaire)
- 2011 : The Cup

#### Vidéo
- 1992 : The Adventures of Young Indiana Jones: Daredevils of the Desert
- 1999 : Les Aventures du jeune Indiana Jones: Oganga, le sorcier blanc (The Adventures of Young Indiana Jones: Oganga, the Giver and Taker of Life)
- 1999 : The Adventures of Young Indiana Jones: The Trenches of Hell

#### Télévision
- 1964 : Homicide (série télévisée)
- 1971 : Matlock Police (série télévisée)
- 1973 : Ryan (série télévisée)
- 1974 : The Box (série télévisée)
- 1975 : Cash and Company (série télévisée)
- 1976 : The Haunting of Hewie Dowker
- 1976 : The Sullivans (série télévisée)
- 1977 : Young Ramsay (série télévisée)
- 1978 : Against the Wind (en) (feuilleton TV)
- 1978 : L'Escadron volant ("Chopper Squad") (série télévisée)
- 1986 : The Girl Who Spelled Freedom
- 1986 : Le Soleil en plein cœur (The Last Frontier)
- 1988 : La Guerre des haras (Bluegrass)
- 1989 : Lonesome Dove (feuilleton TV)
- 1997 : Flash
- 1998 : Escape: Human Cargo
- 1998 : The Echo of Thunder
- 1998 : Mrs. Murphy mène l'enquête (Murder She Purred: A Mrs. Murphy Mystery)
- 1999 : P.T. Barnum
- 2001 : Crossfire Trail
- 2001 : Ponderosa (série télévisée)
- 2003 : Monte Walsh (en)
- 2005 : Into the West (feuilleton TV)

### Producteur
- 1982 : L'Homme de la rivière d'argent (The Man from Snowy River)
- 1984 : Rencontre d'une nuit (One Night Stand)
- 1987 : La Chevauchée de feu (The Lighthorsemen)
- 1994 : Jack l'Éclair (Lightning Jack)